# 賈烏多沃縣

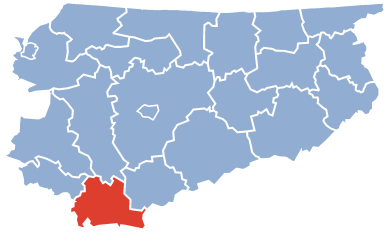

53°14′N 20°11′E / 53.233°N 20.183°E
賈烏多沃縣（波蘭語：Powiat działdowski），是波蘭的縣份，位於該國東北部，由瓦爾米亞-馬祖里省負責管轄，首府設於賈烏多沃，面積953平方公里，2006年人口65,110，人口密度每平方公里68人。